# Monica Simpson
Monica Simpson é uma ativista negra queer, artista e diretora executiva do Coletivo de Justiça Reprodutiva SisterSong Women of Color, a maior organização dos Estados Unidos dedicada à justiça reprodutiva para mulheres negras.

## Biografia
Monica Raye Simpson cresceu em Wingate, Carolina do Norte, nos Estados Unidos. Ela costumava ser a única criança negra em espaços como aulas acadêmicas, que ela diz que a iniciaram no caminho do ativismo pelos direitos dos negros e das mulheres.
Monica recebeu um diploma de bacharel em comunicação na Johnson C. Smith University, que é uma Univerisade historicamente negra (em inglês, Historically Black University - HBCU), onde organizou os direitos LGBTQ dentro e fora do campus. Após a formatura, ela se tornou a Diretora de Operações e a primeira pessoa negra no Charlotte Lesbian & Gay Community Center. Monica Simpson foi co-fundadora da celebração do orgulho gay negro de Charlotte (em inglês, Charlotte's Black Gay Pride Celebration), pela qual recebeu prêmios da National Black Justice Coalition (Coalizão Nacional de Justiça Negra) e da Human Rights Coalition (Coalizão dos Direitos Humanos).
Em 2010, Simpson mudou-se para Atlanta, Geórgia, para se tornar a coordenadora de desenvolvimento do Coletivo de Justiça Reprodutiva SisterSong Women of Color, a organização multiétnica nacional que lançou o movimento de justiça reprodutiva para mulheres negras nos Estados Unidos. Ela ascendeu a vice-coordenadora em 2011, diretora executiva interina em 2012 e diretora executiva em 2013.
Em 2014, Monica testemunhou em Genebra perante o Comitê das Nações Unidas para a Eliminação da Discriminação Racial, apresentando um Contra Informe criado em conjunto pela SisterSong, o Centro de Direitos Reprodutivos (CRR) e o Instituto Nacional Latino de Saúde Reprodutiva. O relatório afirmava que os Estados Unidos, ao não abordar sua crise de mortalidade materna negra, estavam violando um tratado internacional de direitos humanos. O comitê adotou todas as recomendações do relatório e convocou os Estados Unidos a “eliminar as disparidades raciais no campo da saúde sexual e reprodutiva e padronizar o sistema de coleta de dados sobre mortes maternas e infantis em todos os estados para identificar e tratar com eficácia as causas de disparidades nas taxas de mortalidade materna e infantil”. Depois de produzir o Contra Informe, SisterSong e CRR co-fundaram o Black Mamas Matter para abordar a mortalidade materna negra. Em 2016, tornou-se independente como Black Mamas Matter Alliance, e Simpson continuou a atuar como membra do Comitê Diretor e depois no conselho consultivo.
Em 2014, Simpson criou o Artists United for Reproductive Justice (Artistas Unidos pela Justiça Reprodutiva), o primeiro programa que facilita artistas de cor a criar obras de arte projetadas para ajudar a mudar a cultura dos EUA em direção à justiça reprodutiva.
Em 2016, Simpson foi uma dos dois primeiros líderes da justiça reprodutiva a falar perante o Comitê de Redação da Plataforma da Convenção Nacional Democrata, que incluiu a revogação da Emenda Hyde na Plataforma pela primeira vez.

### Prêmios
Em 2014, Monica foi nomeada uma das Novas Líderes dos Direitos Civis pela revista Essence. Em 2015, ela foi homenageada pela Hands Up United como uma das 14 mulheres afro-americanas que avançaram na luta pelos direitos civis e igualdade de gênero e uma das 99 Dream Keepers da Planned Parenthood Federation of America. Em 2016, ela foi nomeada entre os 40 principais líderes com menos de 40 anos pela revista The Advocate. Em 2018, ela recebeu o prêmio Ms. Foundation Gloria e foi reconhecida novamente como uma Planned Parenthood Dream Keeper. Ela foi homenageada como uma das 100 mulheres da BBC em dezembro de 2022.

### Artista
Monica também é cantora desde jovem, depois de crescer cantando gospel na igreja como sua mãe e avó. Ela apareceu em produções teatrais como For the Love of Harlem, Words the Isms, Walk Like a Man, The Vagina Monologues e For Colored Girls. Em 2015, ela lançou seu primeiro álbum, Revolutionary Love: The Live Recording. Ela também se apresentou em eventos em todo o país, inclusive para cantar o Hino Nacional e o Hino Nacional Negro para a marcha e comício anual do Dr. Martin Luther King Jr. em Atlanta, GA.